# 고스트버스터즈: 오싹한 뉴욕
《고스트버스터즈: 오싹한 뉴욕》(영어: Ghostbusters: Frozen Empire)은 2024년 개봉한 미국의 초자연 코미디 영화이다. 길 키넌이 감독과 공동각본을 맡았으며, 2021년 영화 《고스트버스터즈 라이즈》의 속편이다.

## 줄거리
오클라호마에서 사건 이후 3년, 스펭글러 가족과 친구들은 뉴욕으로 이사하여 윈스턴 제드모어와 레이 스탠츠를 도와 고스트버스터즈를 재건한다. 하수구 드래곤 유령을 잡지만, 고스트버스터즈의 오랜 숙적이자 시장이 된 월터 펙은 그들을 폐쇄하려 한다. 펙을 달래기 위해 미성년자인 피비를 팀에서 제외시키자, 실망한 피비는 공원에서 체스를 두다가 화재로 죽은 십대 소녀 유령 멜로디를 만나 친구가 된다.
레이와 팟캐스트는 저주받은 물건들을 수집하던 중 메소포타미아 아랍어로 의식 문양이 새겨진 이상한 놋쇠 구슬을 발견한다. 레이는 구슬이 초자연적인 존재로부터 보호하는 부적이라고 판단하지만, 구슬에서 방출된 에너지 파동은 고스트버스터즈 본부의 유령 격리 장치를 손상시킨다. 윈스턴은 구슬을 연구센터로 가져가지만, 구슬 속의 존재는 탈출하여 팟캐스트의 장비에 숨는다. 피터 벤크맨이 합류하여 나딤에게 잠재적인 발화 능력이 있음을 알아내고, 레이는 피비, 팟캐스트와 함께 도서관 사서 워츠키를 찾아 구슬이 4천 년 전에 만들어졌으며, 공포로 사람을 죽이는 힘을 가진 유령 신 가라카를 가두기 위한 것이었음을 알게 된다. 가라카는 놋쇠, 불, 그리고 뿔이 제거된 상태에서만 봉인될 수 있었다.
탈출한 유령이 클럽의 의식 녹음을 훔치려 하자 펙은 피비의 연루를 빌미로 고스트버스터즈를 폐쇄한다. 어머니와 다툰 후 피비는 멜로디를 윈스턴의 연구센터로 데려가 자신의 영혼을 유체 이탈시켜 멜로디와 직접 교류하려 한다. 멜로디는 가라카와 협력하여 사후세계로 가려 했으며, 피비의 몸을 조종해 가라카를 탈출시키는 의식을 읊게 한다. 
가라카는 자신의 뿔을 되찾고 도시를 얼리기 시작하며, 고스트버스터즈는 그들을 막기 위해 모인다. 나딤은 조상들이 입었던 놋쇠 갑옷을 입고 능력을 사용하려 한다. 가라카는 격리 장치를 파괴하고 유령들을 해방시키지만, 피비는 놋쇠로 강화한 이곤 스펭글러의 양자팩으로 가라카를 약화시키고, 멜로디의 도움으로 레이는 고장난 격리 장치를 거대한 유령 함정으로 바꾸어 가라카를 포획한다. 멜로디는 피비와 화해한 뒤 가족들과 함께 사후세계로 떠난다. 고스트버스터즈는 다시 영웅으로 인정받고, 펙은 그들을 지원하게 되며, 피비는 팀에 복귀한다. 이후 고스트버스터즈는 하수구 드래곤과 슬리머를 포함한 뉴욕 시내에 나타난 유령들을 추적한다.
쿠키 영상에서는 미니 푸프트들이 트럭을 훔치는 장면이 나온다.

## 출연진

### 라이즈 버스터즈
- 매케나 그레이스 - 피비 스펭글러
- 핀 울프하드 - 트레버 스펭글러
- 폴 러드 - 게리 그루버슨
- 로건 김 - 팟캐스트
- 설레스트 오코너 - 러키 도밍고
- 캐리 쿤 - 캘리 스펭글러

### 고스트 버스터즈
- 어니 허드슨 - 윈스턴 제드모어
- 댄 애크로이드 - 레이먼드 스탠츠
- 빌 머리 - 피터 벵크먼
- 애니 포츠 - 저닌 멜니츠

### 파이어 마스터
- 쿠마일 난지아니 - 나딤 라즈마디

### 그 외 출연
- 패튼 오즈월트 - 휴버트 워츠키
- 제임스 에이캐스터 - 라스 핀필드
- 에밀리 앨린 린드 - 멜로디
- 윌리엄 애서턴 - 월터 펙
- 커트 풀러 - 잭 하드메이[2]